# Шелудько, Павел Григорьевич
Шелудько Павел Григорьевич (12 июня 1897, с. Голтва — 2 августа 1974, г. Москва) — советский командир, участник Гражданской войны, Советско-Польской войны, Советско-Финляндской войны, Великой Отечественной войны, полковник.

## Биография
Павел Григорьевич Шелудько вступил в ряды Красной армии добровольцем 09 июня 1919 года. В роли командира взвода 2-го Черкасского кавалерийского полка воевал против войск белогвардейцев А. И. Деникина и А. Г. Шкуро под Черниковым и П. Н. Врангеля под Перекопом.
В мае-июне 1920 года участвовал в Советско-Польской войне в районах Проскурово, Гнилая Липа, Княгиничи. В 1920 году стал членом ВКП(б). В ноябре 1920 года в составе того же полка направлен для подавление бандитских формирований под предводительством Н.Махно, в время чего в 1921 году получил ранение. Во время службы в данном полку до 1930 года получал высшее военное образование: обучился на курсах старшего командирского состава в г. Винница, в Киевской военной школе, на курсах «Выстрел».
С 1930 года назначен начальником штаба 80-го кавалерийского полка, в составе которого участвовал в сражениях с басмаческими бандами в Таджикистане, в результате чего награждён за боевые отличия.
В 1937 году обучался в Военной академии им. М. В. Фрунзе. В декабре 1939 г. во время учёбы призван на Северо-Западный фронт для участия в Советско-Финляндской войны, назначен начальником штаба 56-й стрелковой дивизии. За данные боевые действия 19 мая 1940 года награждён орденом Красной Звезды.
В июне 1941 года назначен командиром 20-й Московской стрелковой дивизии народного ополчения Сокольнического района, с 10 июля принял командование 279-й стрелковой дивизией. В сентябре 1941 года в составе 50-й армии 279-я сд приняла участие разгроме 80-й пехотной немецкой дивизи на р. Десна, в результате взяв пленных и артиллерийское оружие. Полковник Шелудько за успех данной перации награждён орденом Красного Знамени. В октябре в составе той же дивизии принял участие в Тульской оборонительной операции.
В середине ноября из-за гибели генерала И. В. Панфилова назначен командиром 8-й гвардейской стрелковой дивизии, которая в составе 16-й армии приняла участие в Клинско-Солнечногорской оборонительной операции.
В конце декабря 1941 года назначен на должность командира 25-й отдельной курсантской бригады, которая в составе 59-й армии отличилась во время проведения боевых операций на р. Волхов, за что полковник Шелудько вновь награждён орденом Красного Знамени.
Командуя той же бригадой в марте 1942 г. в составе 2-й ударной армии, участвовал в Любанской операции, во время которой попал в окружение. В июне 1942 года 22-ю и 25-ю бригады (порядка восьми тысяч бойцов) под командованием Шелудько прорвали окружение и вышли к основным частям. Но в районе Мясного Бора управление и одна из частей попали на минное поле, в результате чего полковник Шелудько был контужен и попал в плен, а из сведений о потерях «пропал без вести».
Находился в плену до апреля 1945 года. Есть сведения, которые указывают на сотрудническо с немцами во время плена, но после спецпроверки с апреля по октябрь 1945 года был полностью оправдан и восстановлен в звании полковника.
После окончания Великой Отечественной войны находился в составе Военного совета Забайкало-Амурского Военного Округа, откуда в августе 1946 года уволен из армии. По декабрь 1957 года работал консультантом по тактике мелких подразделений и стрелковому оружию кадров Советской Армии в Военной академии им. М. В. Фрунзе. Умер в Москве 2 августа 1974 года.

## Семья
Жена: Шелудько Татьяна Александровна.